# Мэйбилэнд
«Мэйбилэнд» (стилизуется под маюскул) — дебютный студийный альбом российской и белорусской певицы Мэйби Бэйби, выпущенный 19 августа 2022 года.

## Выход и продвижение
11 февраля вышел первый сингл с альбома под названием «Шипучка» (стилизовано как «sH1pu4Ka!»). За две недели до распада группы «Френдзона» певица объявила о том, что работает над альбомом, 7 мая 2022 года был выпущен «Instasamka diss», в конце композиции Мэйби Бэйби произнесла «Мэйбилэнд скоро». 27 июля 2022 года вышел второй сингл «Дакимакура» с которым была объявлена дата выхода — 19 августа 2022 года. За день до альбома вышла экранизация в виде клипа на трек «Maybe F*cking Baby».

## Об альбоме
По словам самой Мэйби Бэйби, «Мэйбилэнд» — концептуальный альбом об одноимённом парке развлечений. «Парк развлечений имени меня, место, где люди могут увидеть всю палитру красок: от радости до страха, от драйва до умиротворения» — пишет певица про альбом. Также она написала, что «16 песен, как 16 аттракционов, среди которых каждый найдёт свой любимый, но, не прокатившись на всех, не прочувствуешь весь спектр эмоций».

## Продвижение
В качестве продвижения певица провела тур по России, под названием «Мэйбилэнд Tour», который начался 13 ноября с концертом в Санкт-Петербурге и закончился 25 декабря концертом в Воронеже.

## Приём

### Коммерческий успех
На второй день выхода альбом попал на четвёртое место в российском чарте Apple Music. В этом же чарте, релиз дебютировал на 17 месте на Украине, 13 месте в Казахстане и Латвии, 16 месте в Белоруссии и 61 месте в Литве.

### Реакция критиков
Алексей Мажаев из InterMedia считает, что альбом «оказался всего лишь расширенной версией предыдущих аудиоработ Мэйби Бэйби», продолжая рецензию он пишет: «в большинстве треков „девочка с голубыми волосами“ поёт фирменным капризным голоском про сложности подростковых отношений, интимные фото, героев аниме, единорогов и высшую школу фей». В композициях «Похрюкай» и «Шипучка» он отметил «годные для мейнстримовой поп-музыки мелодические фрагменты», «но артистка не решается отойти от своего имиджа далеко: где-то рядом с певицей всегда обретается персонаж» — пишет критик. В песне «Цок-цок», по мнению рецензента, «речитатив звучит довольно любопытно, но быстро сменяется очередными куплетами стервозной пластмассовой куклы». Далее, он пишет про текста песен, называя их «интересными» и «небанальными», но и отмечает, что «манера исполнения не позволяет отнестись к ним всерьёз». Николай Овчинников из Афиша Daily пишет, что жанр альбома гиперпоп. «С полунамеками и карнавальным антуражем. С лопающимся как надутая жвачка битом. Яркая и по-хорошему бездумная пластинка» — пишет рецензент про альбом.

### Награды и номинации
По итогам 2022 года обложка альбома одержала победу в VK Музыке в номинации «обложка года».

## Список композиций
| №                   | Название                                          | Длительность |
| ------------------- | ------------------------------------------------- | ------------ |
| 1.                  | «Nya-Nya-Nya» (стилизовано как «Nya-Nya-Nya ^ω^») | 2:20         |
| 2.                  | «Мэйбилэнд»                                       | 2:22         |
| 3.                  | «Дакимакура»                                      | 3:20         |
| 4.                  | «Интимки»                                         | 2:49         |
| 5.                  | «Похрюкай»                                        | 2:13         |
| 6.                  | «Братик»                                          | 2:41         |
| 7.                  | «Цок-цок»                                         | 2:24         |
| 8.                  | «Высшая школа фей» (совместно с Treepside)        | 2:34         |
| 9.                  | «Maybe F*cking Baby!»                             | 1:39         |
| 10.                 | «Суперпоросёнок»                                  | 2:11         |
| 11.                 | «Go Go Girl»                                      | 1:45         |
| 12.                 | «Шипучка» (стилизовано как «sH1pu4Ka!»)           | 2:52         |
| 13.                 | «Лоликон»                                         | 3:20         |
| 14.                 | «Cosmopolitan Love»                               | 2:28         |
| 15.                 | «Такая любовь»                                    | 3:15         |
| 16.                 | «Idol»                                            | 2:32         |
| Общая длительность: | Общая длительность:                               | 40:45        |

| №                   | Название                                          | Длительность |
| ------------------- | ------------------------------------------------- | ------------ |
| 1.                  | «Nya-Nya-Nya» (стилизовано как «Nya-Nya-Nya ^ω^») | 2:20         |
| 2.                  | «Открытие (Скит)»                                 | 0:23         |
| 3.                  | «Мэйбилэнд»                                       | 2:22         |
| 4.                  | «Дакимакура»                                      | 3:20         |
| 5.                  | «18+»                                             | 0:16         |
| 6.                  | «Интимки»                                         | 2:49         |
| 7.                  | «Похрюкай»                                        | 2:13         |
| 8.                  | «Важное объявление (Скит)»                        | 0:15         |
| 9.                  | «Братик»                                          | 2:49         |
| 10.                 | «Цок-цок»                                         | 2:24         |
| 11.                 | «Курсы магии (Скит)»                              | 0:16         |
| 12.                 | «Высшая школа фей»                                | 2:34         |
| 13.                 | «Maybe F*cking Baby!»                             | 1:39         |
| 14.                 | «Приглашённая звзеда (Скит)»                      | 0:20         |
| 15.                 | «Суперпоросёнок»                                  | 2:11         |
| 16.                 | «Go Go Girl»                                      | 1:45         |
| 17.                 | «Технические неполадки (Скит)»                    | 0:16         |
| 18.                 | «Шипучка» (стилизовано как «sH1pu4Ka!»)           | 2:52         |
| 19.                 | «Лоликон»                                         | 3:20         |
| 20.                 | «Космический лагерь»                              | 0:18         |
| 21.                 | «Cosmopolitan Love»                               | 2:28         |
| 22.                 | «Такая любовь»                                    | 3:15         |
| 23.                 | «Закрытие (Скит)»                                 | 0:16         |
| 24.                 | «Idol»                                            | 2:32         |
| Общая длительность: | Общая длительность:                               | 43:05        |